# Туніська арабська мова

Територія поширення туніської арабської

Туніська арабська — магрибський діалект арабської мови, якою розмовляє близько 11 мільйонів людей. Зазвичай відома носіям як даріжа, щоб відрізнити її від літературної арабської, або як Тунсі, що означає «туніська». Нею розмовляють повсюди в Тунісі. Вона зливається як частина діялектного континууму з подібними різновидами в східному Алжирі та західній Лівії. Її морфологія, синтаксис, вимова та словниковий запас цілком відмінні від літературної та класичної арабської. Туніську арабську важко зрозуміти арабомовним мешканцям Середнього Сходу (включаючи єгиптян), проте вона набагато легше зрозуміла іншим арабомовним мешканцями Північної Африки (алжирцям, лівійцям та марокканцям. Туніська тісно пов'язана з мальтійською, яку не розглядають як діялект арабської із соціолінґвістичних причин.
Практично всі письменні носії туніської також розуміють і можуть розмовляти літературною арабською. Переважна більшість тунісців не розглядають туніську арабську як власне самостійну мову, лише як перекручену форму класичної арабської.[джерело?]

## Характерні відмінності
Туніська арабська є усним різновидом арабської й, отже, поділяє багато особливостей з іншими сучасними різновидами, особливо північно-африканськими. Деякі з цих відмінностей (від інших діялектів арабської) наведено нижче.
- Зберігає консервативну приголосну фонологію, з /q/ та міжзубні спіранти.
- Дистинктивне використання для майбутнього часу префікса 'besh' + дієслово, що приблизно відповідає англійському 'will' + дієслово.
- На противагу переважній частині мусульманських країн, вітання «Assalamu Alaikoum» не використовують як загальноприйняте в Тунісі. Тунісці вживають вислови «Asslema» (офіційне) чи «Ahla» (неофіційне) щоб привітатись. Також, «bislema» (офіційне) чи італійське «ciao» (неофіційне) — щоб попрощатись.